# Anton Vorob'ëv
Anton Gennad'evič Vorob'ëv (in russo Антон Геннадьевич Воробьёв?; Dmitrov, 12 ottobre 1990) è un ciclista su strada russo, professionista dal 2013 al 2017 e nel 2019.

## Palmarès

### Strada
- 2010 (Itera-Katusha, due vittorie)

3ª tappa Polonia-Ucraina (Chełm > Chełm)
4ª tappa Polonia-Ucraina (Chełm > Chełm)
- 2011 (Itera-Katusha, due vittorie)

Campionati russi, Prova a cronometro Under-23
Memorial Davide Fardelli
- 2012 (Itera-Katusha, tre vittorie)

Campionati russi, Prova a cronometro Under-23
Campionati russi, Prova in linea Under-23
Campionati del mondo, Prova a cronometro Under-23
- 2014 (Katusha, una vittoria)

Campionati russi, Prova a cronometro
- 2015 (Katusha, una vittoria)

Prologo Tre Giorni delle Fiandre Occidentali (Middelkerke, cronometro)
- 2016 (Katusha, due vittorie)

2ª tappa, 2ª semitappa Circuit de la Sarthe (Angers, cronometro)
3ª tappa Circuit de la Sarthe (Angers > Pré-en-Pail)
- 2018 (Katusha, una vittoria)

Prologo Five Rings of Moscow (Mosca, cronometro)

### Altri successi
- 2013 (Katusha)

1ª tappa, 2ª semitappa Settimana Internazionale di Coppi e Bartali (Sant'Angelo in Lizzola > Gatteo a Mare, cronosquadre)
- 2016 (Katusha)

Classifica a punti Circuit de la Sarthe
Classifica scalatori Circuit de la Sarthe

## Piazzamenti

### Grandi Giri
- Giro d'Italia

2015: non partito (3ª tappa)
2016: 100º

### Competizioni mondiali
- Campionati del mondo su strada

Città del Capo 2008 - Cronometro Junior: 6º
Città del Capo 2008 - In linea Junior: 36º
Copenaghen 2011 - Cronometro Under-23: 4º
Copenaghen 2011 - In linea Under-23: 101º
Valkenburg 2012 - Cronometro Under-23: vincitore
Valkenburg 2012 - In linea Under-23: 81º
Ponferrada 2014 - Cronometro Elite: 8º
Doha 2016 - Cronosquadre: 8º
Doha 2016 - Cronometro Elite: 16º
Doha 2016 - In linea Elite: ritirato
Innsbruck 2018 - Cronometro Elite: 42º

### Competizioni europee
- Campionati europei

Verbania 2008 - Cronometro Junior: 24º
Verbania 2008 - In linea Junior: 56º
Offida 2011 - Cronometro Under-23: 40º
Goes 2012 - Cronometro Under-23: 4º
Plumelec 2016 - Cronometro Elite: 10º
Herning 2017 - Cronometro Elite: 16º
Alkmaar 2019 - Staffetta mista: 6º
Alkmaar 2019 - Cronometro Elite: 22º
Alkmaar 2019 - In linea Elite: ritirato
- Giochi europei

Baku 2015 - Cronometro Elite: 6º
Baku 2015 - In linea Elite: ritirato
Minsk 2019 - In linea Elite: 77º
Minsk 2019 - Cronometro Elite: 7º